# Carlos Salcido
Carlos Arnoldo Salcido Flores (Ocotlán, 2 april 1980) is een Mexicaans voormalig profvoetballer die meestal speelde als centrale verdediger of linksback. Hij was van 2001 tot en met 2019 actief voor CD Guadalajara, PSV, Fulham, Tigers UANL, en Veracruz. Salcido was van 2004 tot en met 2014 international in het Mexicaans voetbalelftal , waarvoor hij 124 interlands speelde en tien keer scoorde.

## Clubcarrière
Salcido groeide op in Ocotlán, een stadje vlak bij Guadalajara. Toen hij negen jaar oud was overleed zijn moeder. Omdat zijn vader niet voor het gezin kon zorgen, viel het gezin van zes broers en één zus uiteen, toen enkele broers naar de Verenigde Staten vertrokken. Op veertienjarige leeftijd vertrok Salcido daarop naar Guadalajara om geld te verdienen. Hij had baantjes als autowasser en ging in een fabriek werken. Op negentienjarige leeftijd was Salcido al enkele jaren geen lid meer van een club, maar kreeg hij een contractje bij Oro Jalisco nadat hij enkele keren voor de lol had meegespeeld. Een jaar later speelde hij in de hoogste Mexicaanse klasse met een contract bij Chivas de Guadalajara.
Bij Chivas debuteerde Salcido onder trainer Oscar Ruggeri, die als bondscoach van Argentinië in 1986 wereldkampioen was geworden. In zijn beginjaren speelde hij zijn wedstrijden voornamelijk in het tweede team. In 2003 brak hij door in de hoofdmacht, waarin hij eerst als linksback en later onder trainer Hans Westerhof als centrale verdediger speelde. Salcido speelde vijfenhalf jaar voor Chivas en kwam daarin tot 96 wedstrijden waarin hij twee keer scoorde.
In juli 2006 werd Salcido gecontracteerd door de Nederlandse landskampioen PSV. Daar werd hij in zijn eerste seizoen direct een vaste kracht en in zijn tweede seizoen reserve-aanvoerder achter Timmy Simons. Zowel in het seizoen 2006/07 als 2007/08 speelde Salcido 33 van de 34 competitiewedstrijden. Met de Eindhovenaren won hij allebei die seizoenen het landskampioenschap.
In augustus 2010 tekende Salcido een driejarig contract bij Fulham, dat hem voor een onbekend bedrag overnam van PSV. Hij maakte op 18 september 2010 zijn debuut voor de Engelse club, in een Premier League-wedstrijd tegen Blackburn Rovers. In augustus 2011 werd Salcido voor een seizoen verhuurd aan Tigres UANL. Vanwege een overval in zijn huis in Londen diende hij een transferverzoek in bij Fulham. In zijn eerste seizoen bij Tigres hielp hij de club aan haar derde landstitel, de eerste in meer dan dertig jaar tijd. Op 7 maart 2012 maakte Fulham bekend dat Salcido definitief vertrok en een contract had getekend bij Tigres. Hiermee keerde hij voor de rest van zijn actieve carrière terug naar Mexico. Salcido maakte in juli 2019 op 39-jarige leeftijd bekend dat hij stopte met voetballen.

## Clubstatistieken
| Seizoen         | Club                  | Competitie                 | Wedstrijden | Doelpunten |
| --------------- | --------------------- | -------------------------- | ----------- | ---------- |
| 2001/02         | Chivas de Guadalajara | Primera División de México | 1           | 0          |
| 2002/03         | Chivas de Guadalajara | Primera División de México | 0           | 0          |
| 2003/04         | Chivas de Guadalajara | Primera División de México | 42          | 1          |
| 2004/05         | Chivas de Guadalajara | Primera División de México | 33          | 1          |
| 2005/06         | Chivas de Guadalajara | Primera División de México | 29          | 0          |
| 2006/07         | PSV                   | Eredivisie                 | 33          | 1          |
| 2007/08         | PSV                   | Eredivisie                 | 33          | 0          |
| 2008/09         | PSV                   | Eredivisie                 | 28          | 2          |
| 2009/10         | PSV                   | Eredivisie                 | 27          | 0          |
| 2010/11         | Fulham                | Premier League             | 23          | 0          |
| 2011/12         | → Tigres UANL         | Primera División de México | 25          | 0          |
| 2011/12         | Tigres UANL           | Primera División de México | 12          | 1          |
| 2012/13         | Tigres UANL           | Liga MX*                   | 30          | 2          |
| 2013/14         | Tigres UANL           | Liga MX*                   | 32          | 2          |
| 2014/15         | Chivas de Guadalajara | Liga MX*                   | 31          | 0          |
| 2015/16         | Chivas de Guadalajara | Liga MX*                   | 24          | 0          |
| 2016/17         | Chivas de Guadalajara | Liga MX*                   | 32          | 1          |
| 2017/18         | Chivas de Guadalajara | Liga MX*                   | 24          | 1          |
| 2018/19         | Chivas de Guadalajara | Liga MX*                   | 6           | 0          |
| 2018/19         | Tiburones Rojos       | Liga MX*                   | 12          | 0          |
| Carrière Totaal | Carrière Totaal       | Carrière Totaal            | 477         | 12         |

*De hoogste divisie in Mexico werd in 2012 omgedoopt tot Liga MX

## Interlandcarrière

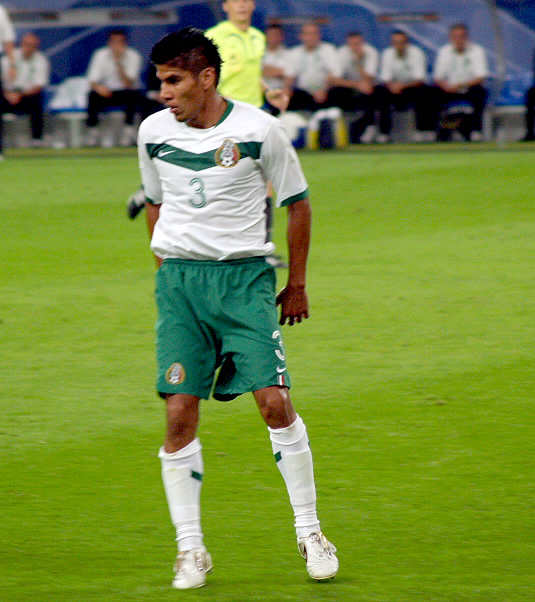
Carlos Salcido in het shirt van Mexico.

Salcido werd in 2004 voor het eerst geselecteerd voor de Mexicaanse nationale ploeg. Hiermee was hij in 2005 actief op het toernooi om de Confederations Cup, waarin hij in de verloren halve finale tegen Argentinië de enige Mexicaanse treffer maakte. Hij speelde een maand daarna ook met Mexico op de Gold Cup 2005. Een jaar later werd hij geselecteerd om mee te gaan naar het WK 2006 in Duitsland, waar hij in alle vier de wedstrijden van Mexico meespeelde. Ook was hij actief op de Gold Cup 2007, waarop hij met Mexico de finale haalde. Op het WK 2010 in Zuid-Afrika speelde Salcido wederom alle vier de partijen die zijn land daar speelde. In 2011 won Salcido met Mexico de Gold Cup 2011. In de finale werd de Verenigde Staten verslagen. Salcido nam met het Mexicaans olympisch voetbalelftal onder leiding van bondscoach Luis Fernando Tena deel aan de Olympische Spelen 2012 in Londen. Hij was een van de drie dispensatiespelers in de selectie. In de finale versloeg het team Brazilië en won daarmee de gouden medaille. Met Mexico nam Salcido twee jaar later deel aan het WK 2014 in Brazilië, waar het land in de achtste finale verloor van Nederland.

## Erelijst
PSV Eindhoven
- Kampioen van Nederland

2006/07, 2007/08
- Johan Cruijff Schaal

2008
 Club Tigres
- Kampioen van Mexico

Apertura 2011/12
- Copa MX

Clausura 2014
 CD Guadalajara
- CONCACAF Champions League

2018
- Kampioen van Mexico

Clausura 2016/17
- Copa MX

Apertura 2015, Clausura 2017
- Supercopa MX

2016
 Mexico
| Competitie        | Aantal | Jaren |
| ----------------- | ------ | ----- |
| CONCACAF Gold Cup | 1x     | 2011  |
|                   | 1x     | 2012  |